# Goiatins
Goiatins é um município brasileiro do estado do Tocantins, Região Norte do país. Sua população estimada em 2022 era de 12 433 habitantes.
Ocupa a 19° colocação no estado, no que se refere a números populacionais. Em outro aspecto se destaca bastante em relação aos demais municípios do estado, ocupando a 7° posição em dimensão territorial. Sua extensa área o posiciona entre os maiores municípios do Brasil, se tratando de território, se mantendo assim na 225° colocação nacional, em uma escalada ocupada por 5 568 municípios brasileiros. 

## História
A história de Goiatins tem início a partir de um porto (Porto do Jabuti), onde era feita a travessia de sal pelas margens do Rio Manuel Alves Grande. No ano de 1919, o então porto foi desativado, devido à lenda de um peixe pirarara, que arrastaria para o fundo do rio os animais dos tropeiros que faziam constantemente travessias neste porto. Em 1920, chega ao lugar o comerciante Montano Araripe Nunes (Montano Nunes), vindo de Balsas, no Maranhão, instalando o comércio do sal e dando início ao povoamento da região. Algumas décadas mais tarde ocorre um novo impulso de desenvolvimento na comercialização e exportação dos produtos agrícolas, com a inauguração das rodovias GO-388 (Goiatins–Araguaína) e GO-134 (Goiatins–Itacajá).
A área do atual município pertencia até então a Pedro Afonso, vindo a emancipar-se pela lei estadual nº 891, de 12 de dezembro de 1953, com a denominação de Piacá. A instalação ocorreu em 1º de janeiro de 1954, recebendo seu nome atual (Goiatins) na década de 60. Na ocasião, constituía-se do Distrito-Sede e Craolândia. Pela lei municipal nº 2, de 9 de fevereiro de 1966, foi criado o distrito de Cartucho.

## Geografia
De acordo com a divisão regional vigente desde 2017, instituída pelo IBGE, o município pertence às Regiões Geográficas Intermediária e Imediata de Araguaína. Até então, com a vigência das divisões em microrregiões e mesorregiões, fazia parte da microrregião do Jalapão, que por sua vez estava incluída na mesorregião Oriental do Tocantins.
Goiatins está situado à margem esquerda do Rio Manuel Alves Grande, na região norte do estado do Tocantins. Tem acesso à capital, Palmas, através da BR-153. Suas principais atividades econômicas são a agricultura de subsistência e pecuária.

## Atrativos
Praia Manuel Alves Grande: Atrai turistas do Brasil inteiro nas altas temporadas de praia no Estado, lugar aconchegante e de pura diversão. 
Balneário Bráulio: Sem deixar dúvidas, Balneário Bráulio carrega uma das paisagens mais lindas do Brasil, bem natural composto por vários poços de águas cristalinas, sua exuberância atrai olhares de turistas de todo o mundo. Hoje é considerando uma das maiores riquezas naturais do Estado do Tocantins.  
Evento Rally das águas: O evento mais esperado pelos goiatinenses e turistas, o Rally das Águas em Goiatins já virou tradição, considerado o maior evento aquático do Estado, é realizado durante a temporada de Praia, no mês de julho. O evento concentra uma presença massiva de turistas de todo o Estado, que junto com os moradores da cidade, realizam e contemplam todos os anos uma logística de descida de boias e balsas em curso do Rio Vermelho, sentido ao Rio Manuel Alves Grande. Se presencia um ambiente de muita diversão, reza a lenda, que quem ousa participar uma vez, jamais deixará de faltar ao evento anualmente, o Rally das Águas em Goiatins é com toda certeza um dos maiores eventos do Tocantins, vale a pena sentir a emoção e participar. 

## Festas populares
Festas populares: São Francisco de Assis, aniversário da cidade e Festa de São João.